# Hypolimnas nerina
Hypolimnas nerina är en fjärilsart som beskrevs av Fabricius 1775. Hypolimnas nerina ingår i släktet Hypolimnas och familjen praktfjärilar. Inga underarter finns listade i Catalogue of Life.